# Lascars (pel·lícula)
Lascars és una pel·lícula d'animació francos-alemanya dirigida per Albert Pereira-Lazaro i Emmanuel Klotz i estrenada el 2009, basat en la sèrie d'animació francesa del mateix nom creada per Boris Dolivet i sis dels seus companys i emesos a partir de l'any 2000 a Canal+.

## Argument
Cassel interpreta Tony, un petit lladre l'amic del qual Jose s'enamora de Clemence (Kruger), una dona rica, i vol deixar la vida del crim. ref>«Lascars - film 2009». Cinenews.be..</ref>

## Repartiment de veu
- Vincent Cassel : Tony Merguez
- Izm : José Frelate
- Diane Kruger : Clémence Santiépi
- Gilles Lellouche : Zoran
- Hafid F. Benamar : Momo Guignard
- Frédérique Bel : Manuella Lardu
- Franck Sinius : Casimir
- Omar Sy : Narbé
- Fred Testot : Sammy
- François Levantal : El jutge Santiépi, pare de Clémence
- Diam's : Jenny, la cosina de José
- François Desagnat : John Boolman
- Éric Judor : Comerciant asiàtic i duaner
- Katsuni : Brigitte, l'actriu X bruna
- Delfynn Delage : Cindy, l'actriu X rossa

## Producció
La pel·lícula, que comptava amb un pressupost de 10 milions d'euros, va ser coproduïda per Canal Plus i France 2 i distribuïda per Bac Films.

## Recepció crítica
La pel·lícula també va rebre una acollida crítica generalment positiva. Va obtenir una puntuació de 3,9/5 de 21 ressenyes de premsa i 3,6/5 de 458 ressenyes d'espectadors a AlloCiné.

## Distincions
- Setmana Internacional de la Crítica (62è Festival Internacional de Cinema de Canes): presentació fora de concurs el 17 de maig de 2009